# Don Juan aux enfers
Don Juan aux enfers est le quinzième poème de Spleen et Idéal de Charles Baudelaire paru dans Les Fleurs du mal en 1857. 
Peignant en cinq quatrains tour à tour Don Juan, son valet Sganarelle, son père Don Luis, son amante Elvire, et la statue de pierre de la pièce de Molière, Baudelaire prolonge le mythe littéraire de Don Juan en choisissant de raconter sa descente aux Enfers grecs. L’atmosphère lugubre et fantastique qui s’en dégage a pu être inspirée notamment par deux tableaux d’Eugène Delacroix, La Barque de Dante et Le Naufrage de Don Juan.